# 名岐鉄道デキ50形電気機関車
名岐鉄道デキ50形電気機関車（めいぎてつどうデキ50がたでんききかんしゃ）は、名古屋鉄道（名鉄）の前身事業者の一つである名岐鉄道が保有した木造電気機関車である。
本項では名鉄時代に本形式から改造されたデキ30形電気機関車についても詳述する。

## 沿革
名古屋電気鉄道から郊外路線（郡部線）を継承した旧・名古屋鉄道（後の名岐鉄道）には、郊外線開業時に投入した500形（後のデシ500形）4輪単車が多数在籍していたが、ボギー台車搭載の大型車両が増備されたことで余剰となり、他事業者への譲渡や改造による用途変更が行われるようになった。デキ50形（デキ51-53）もその一環としてデシ500形を種車に構内入換用の電気機関車とした車両で、デシ511、デシ526、デシ529の3両が1931年（昭和6年）11月もしくは1935年（昭和10年）12月に改造された。
車体はデシ500形の木造ダブルルーフ車体をそのまま使用し、側窓は中央部の2枚を残して塞いでいる。デシ500形の制動方式は手ブレーキだったが、車内に電気空気圧縮機を載せて空気制動化された。台車はデシ500形のマウンテン・ギブソン (MG) 製ラジアル台車（単台車）から日本車輌製C-12台車（ボギー台車）に換装。主電動機はデシ500形と同じ英国ブリティッシュ・ウェスティングハウス・エレクトリック (BWH) 製EC221（50 馬力）だが、搭載数を2基から4基に増強した。
デキ50形は3両とも構内入換機として運用されたが、1940年代に入ると太平洋戦争激化による資材不足や軍需輸送に対応するため、デキ50形のC-12台車を自社製造車両に転用する必要が生じた。結果、1942年（昭和17年）にデキ52の台車がサ2170形2171に、1944年（昭和19年）にデキ53の台車がデキ850形851に転用され、デキ52・53の2両には元のラジアル台車を取り付け単車化、デキ30形（デキ31・32）に改められた。デキ30形は主電動機数も4基から2基に減っており、より小型のデキ1形よりも出力が小さかった。
戦後、デキ50形1両およびデキ30形2両は各地の駅や工場の入換機として使用され、1960年（昭和35年）8月に廃車となった。廃車直前の配置はデキ51が鳴海工場所属（今村駅構内入換、愛知紡績専用線）、デキ31が喜多山工場所属（小幡駅構内入換）、デキ32が新川工場所属（西笠松駅構内入換）であった。